# Gdańskie Liceum Autonomiczne
Gdańskie Liceum Autonomiczne (GLA) – pierwsze na Pomorzu Wschodnim świeckie liceum niepubliczne, popularnie zwane „Autonomikiem”. Zostało założone 12 września 1989 r. przez Gdańską Fundację Oświatową. Inicjatorem i pierwszym dyrektorem GLA była Katarzyna Hall. Obecnie placówka należy do zespołu Gdańskich Szkół Autonomicznych, w skład którego wchodzą również Gdańska Autonomiczna Szkoła Podstawowa (GASP) i Gdańskie Autonomiczne Gimnazjum (GAG).

## Historia szkoły

### Historia budynku szkoły

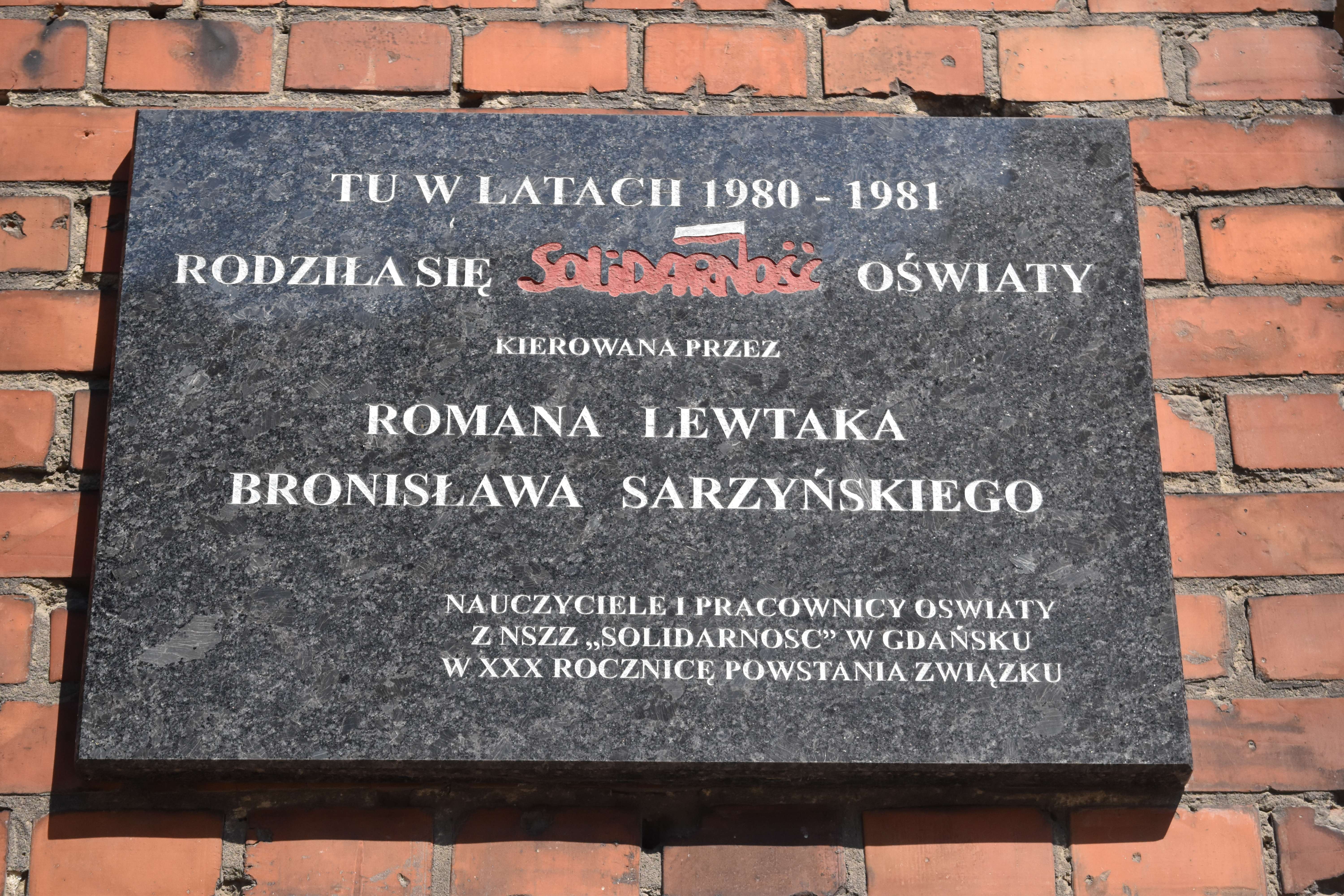
Tablica upamiętniająca początki działalności NSZZ „Solidarność” Nauczycieli i Pracowników Oświaty

Budynek szkoły zlokalizowany jest przy ulicy Osiek 11/12 w Gdańsku. Jest to najstarsza nazwa ulicy średniowiecznego Gdańska. Po raz pierwszy została zapisana w 1312 r. i jest starsza od innych słynnych gdańskich ulic, takich jak: Długa, Świętego Ducha czy Chlebnicka. Słowo „osiek” pochodzi najprawdopodobniej od prymitywnych fortyfikacji, jakimi otoczono dawną dzielnicę polskich rybaków, wysiedlonych przez Krzyżaków z terenu grodu.
Ulica Osiek jest do dzisiaj wyjątkowo szeroka, ponieważ do XX w. biegł wzdłuż niej jeden z wielu zasypanych dzisiaj kanałów Raduni. Zabudowa ulicy uniknęła większych zniszczeń w 1945 r. Najbardziej wyróżniają się na niej dwa neogotyckie budynki, należące obecnie do Gdańskiej Fundacji Oświatowej. 11 października 1878 r. otwarto w budynku zachodnim sześcioklasową szkołę dla chłopców a w 1903 r. dobudowano budynek wschodni z przeznaczeniem na łaźnię publiczną, potrzebną okolicznym mieszkańcom ze względu na złą sytuację sanitarną biednej dzielnicy. W godzinach popołudniowych i wieczornych z łaźni korzystali okoliczni mieszkańcy. Aby zwiększyć rentowność łaźni połączono ją ze szkołą, zapewniając w ten sposób wysoką frekwencją uczniów. W łaźni na parterze znajdowało się 28 kabin z natryskami i 48 przebieralni dla młodzieży. Mogło z nich skorzystać 288 uczniów w ciągu dnia. Łazienki publiczne umieszczono na I piętrze; dla mężczyzn przewidziano tutaj 22 kabiny z natryskami i 3 z wannami, z wejściem po schodach od ulicy, dla kobiet 7 natrysków i 6 wanien, z wejściem od podwórza. Z łaźni korzystało do 5 tysięcy osób miesięcznie. Do grzania wody służył niskoprężny kocioł parowy. Na II piętrze urządzono salę gimnastyczną. Skrzydło w dziedzińcu mogło powstać w tym samym czasie. Łazienki funkcjonowały przez pewien czas jeszcze po ostatniej wojnie.
15 września 1980 r. budynek Osiek 12 stał się siedzibą Komitetu Założycielskiego Pracowników Oświaty i Wychowania NSZZ „Solidarność”. Związek działał w tym miejscu do ogłoszenia stanu wojennego 13 grudnia 1981 r. Na budynku znajduje się obecnie tablica pamiątkowa informująca o tej działalności.

### Dyrektorzy w historii szkoły
- Katarzyna Hall (1989–1990)
- Dorota Granoszewska (1990–1991)
- Katarzyna Hall (1991–1996)
- Dorota Granoszewska/Andrzej Walczak (1996–1997)
- Dorota Granoszewska-Babiańska (1997–1999)
- Andrzej Walczak (1999–2001)
- Dorota Granoszewska-Babiańska (2001–2004)
- Andrzej Walczak (2004–2009)
- Leszek Ossowski (2009–2010)
- Błażej Grabusiewicz (2010–2013)
- Monika Biblis (od 2013)

### Historia szkoły
Po zmianach politycznych w 1989 r., pojawiła się możliwość zakładania niepublicznych szkół. Z inicjatywą powołania niepublicznego liceum wystąpiła zatrudniona na Uniwersytecie Gdańskim Katarzyna Hall. Przedstawiła koncepcję jego pracy, zorganizowała zespół pracowników wyższych uczelni Trójmiasta, którzy byli zainteresowani projektem i stworzyli pierwszy program szkoły. W celu realizacji przedsięwzięcia powołano fundację, jako podmiot prowadzący szkołę.
12 lipca 1989 r. fundatorzy podpisali akt notarialny o ustanowieniu Gdańskiej Fundacji Oświatowej.
Fundatorzy Gdańskiej Fundacji Oświatowej:
- Piotr Bogdanowicz
- Robert Głębocki
- Katarzyna Hall
- Henryk Jankowski
- Franciszek Kończa
- Mirosław Mironowicz
- Bożena Pawlak
- Jarosław Zalesiński
- Przedsiębiorstwo Geodezyjno-Geologiczne i Consultingowe „Geobis”, reprezentowane przez Henryka Czajkowskiego
- Spółdzielnia Pracy Usług Wysokościowych „Gdańsk”, reprezentowana przez Macieja Płażyńskiego

W lipcu 1989 r., jeszcze przed rejestracją szkoły, został przeprowadzony egzamin wstępny do Gdańskiego Liceum Autonomicznego (GLA). Do szkoły przyjęto 48 uczniów do trzech klas pierwszych.
31 lipca 1989 uzyskano decyzję Ministra Edukacji Narodowej w sprawie zatwierdzenia Gdańskiej Fundacji Oświatowej.
31 sierpnia 1989 r. uzyskano postanowienie Sądu Rejonowego dla Warszawy-Pragi (Wydział VII Cywilny do Spraw Rejestrowych) o wpisie Gdańskiej Fundacji Oświatowej w Rejestrze Fundacji.
12 września 1989 r. uzyskano decyzję Kuratora Oświaty i Wychowania w sprawie uruchomienia Gdańskiego Liceum Autonomicznego.
13 września 1989 r. zajęcia rozpoczęły się w budynku Osiedlowego Domu Kultury Spółdzielni Mieszkaniowej „Kolejarz” przy ul. Kołobrzeskiej na Przymorzu w Gdańsku.
Ponieważ siedziba była bardzo mała w drugim roku nauki zajęcia odbywały się również w trzech wynajętych salach katechetycznych w Okrąglaku na Przymorzu oraz w sześciu salach w Pałacu Młodzieży na ul. Ogarnej w Gdańsku. Trudne warunki lokalowe zmuszały do dalszych poszukiwań.

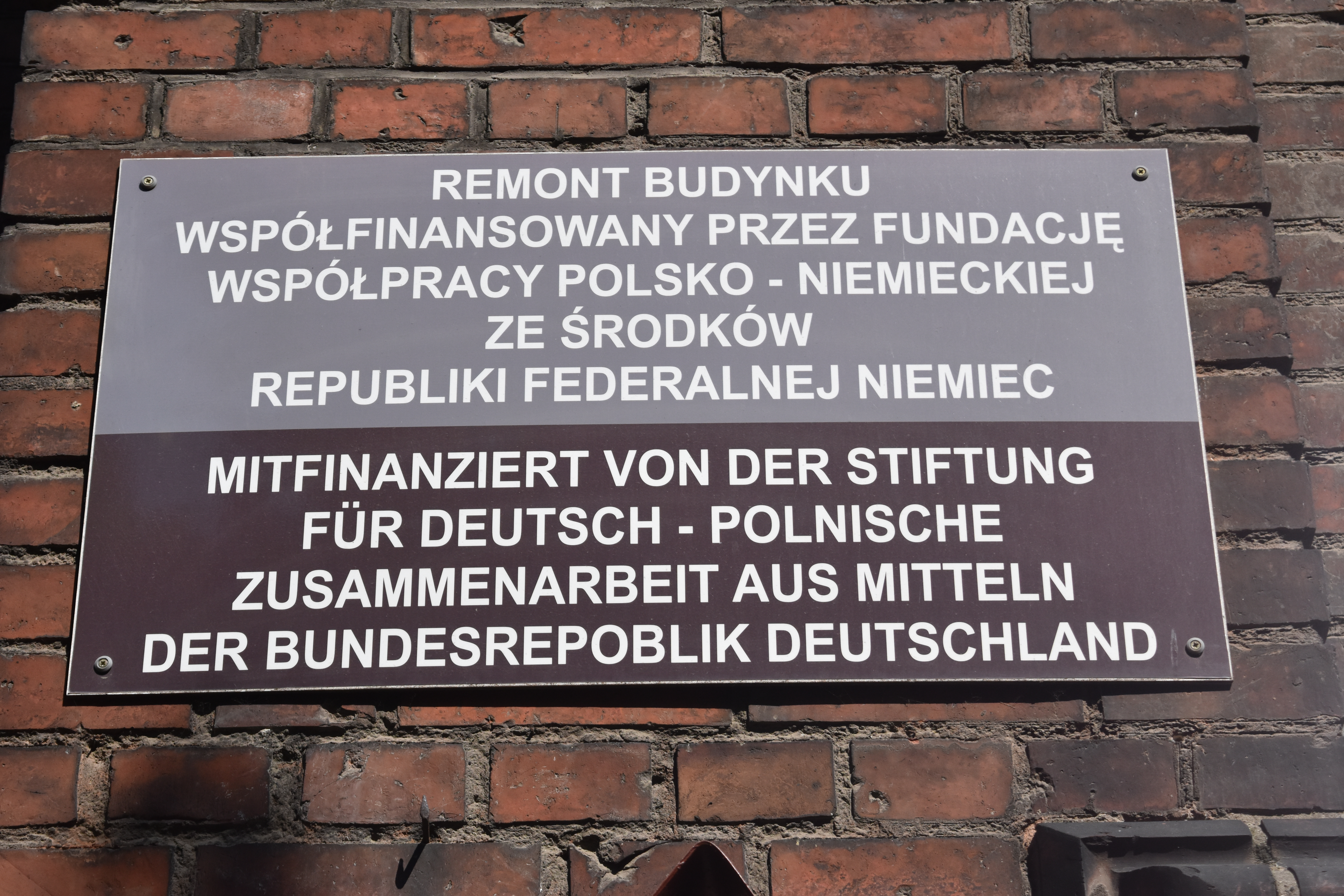
Tablica pamiątkowa potwierdzająca wkład Fundacji Współpracy Polsko-Niemieckiej w remont budynków Gdańskich Szkół Autonomicznych

W listopadzie 1990 r. GLA przeprowadza się do przyznanego szkole zrujnowanego budynku na ul. Osiek 11/12 w Gdańsku. Dzięki wsparciu Fundacji Współpracy Polsko-Niemieckiej rozpoczął się wieloletni remont budynku.
15 czerwca 1992 Gdańska Fundacja Oświatowa zakupiła budynek przy ul. Osiek11/12.
Od kwietnia 2003 r. działa Centrum Egzaminacyjne SAT a od maja 2006 r. w GLA przeprowadzane są egzaminy TOEFL w wersji Internet-based (iBT TOEFL).

## Szkoła obecnie

### Obecne profile klas[4]
- Klasa ekonomiczno-społeczna – rozszerzona geografia, język chiński, język angielski i matematyka. Przedmiotami uzupełniającymi są ekonomia, matematyka finansowa.
- Klasa humanistyczna – rozszerzona historia, WOS, język polski, język angielski i matematyka. Przedmiotami uzupełniającymi są filozofia, język łaciński, kulturoznawstwo, historia sztuki, język włoski.
- Klasa matematyczno-fizyczna – rozszerzona matematyka, fizyka, język angielski i informatyka (dla chętnych). Przedmiotami uzupełniającymi są matematyka konkursowa, fizyka konkursowa, laboratorium fizyczne.
- Klasa matematyczno-informatyczna – rozszerzona matematyka, fizyka, informatyka i język angielski. Przedmiotami uzupełniającymi są matematyka konkursowa, grafika komputerowa.
- Klasa medyczna – rozszerzona biologia, chemia, matematyka, język angielski. Przedmiotami uzupełniającymi są laboratorium biologiczno – chemiczne, chemia medyczna, anatomia.
- Klasa biologiczno-matematyczna - rozszerzona biologia, matematyka, język angielski. Przedmiotami uzupełniającymi są laboratorium biologiczno-chemiczne, chemia medyczna, anatomia.

Nauka matematyki w Gdańskim Liceum Autonomicznym odbywa się w grupach zaawansowania. Do grupy najwyższej realizującej matematykę na poziomie rozszerzonym trafiają z klucza uczniowie profilu matematycznego.
Wszystkich uczniów obowiązuje rozszerzony angielski, którego nauka również odbywa się w grupach zaawansowania. Szkoła oferuje przygotowania do europejskich oraz amerykańskich egzaminów językowych, takich jak: FCE, CAE, CPE, IELTS, SAT i TOEFL. Uczniów obowiązuje wybór drugiego języka – hiszpańskiego lub niemieckiego, którego nauka także odbywa się w grupach zaawansowania.

### Poradnia psychologiczno-pedagogiczna ,,Osiek"[5]
Poradnia Psychologiczno-Pedagogiczna „Osiek" została założona w 2003 roku przez Gdańską Fundację Oświatową. Znajduje się na terenie Gdańskich Szkół Autonomicznych. Jej działalność opiera się na pracy o charakterze diagnostyczno-terapeutycznym, udzielaniu pomocy psychologiczno-pedagogicznej uczniom oraz wspieraniu rodziców i nauczycieli.

#### Działania poradni
| Badania diagnostyczne | Terapia i konsultacje | Doradztwo zawodowe |
| - ogólnych trudności w nauce; - specyficznych trudności w nauce (dysleksji, dysgrafii, dysortografii, dyskalkulii); - przeżywanych trudności w sferze emocjonalnej, - w kontaktach społecznych; - trudności w koncentracji uwagi; - deficytów kompetencji i zaburzeń sprawności językowych; - pomocy w wyborze kierunku kształcenia i zawodu; - określenia poziomu rozwoju intelektualnego, społeczno-emocjonalnego, zdolności dziecka; - określenia gotowości szkolnej. | - terapia pedagogiczna dzieci ze specyficznymi trudnościami w uczeniu się, - terapia logopedyczna wad wymowy i zaburzeń komunikacji, - poradnictwo psychologiczne, - indywidualne konsultacje i terapia dla dzieci, młodzieży oraz osób dorosłych. | - pomoc młodzieży w określeniu swoich mocnych stron oraz w wyborze kierunku dalszego kształcenia, - diagnoza predyspozycji osobowościowych i preferencji zawodowych (wybór kierunku studiów i zawodu). |

### Biblioteka[6]
Społeczność Gdańskich Szkół Autonomicznych ma do dyspozycji bibliotekę szkolną z pracownią multimedialną, czytelniami dostosowanymi do wieku czytelników, kameralnym kinem, przestrzenią wystawienniczą. Pracownia multimedialna jest wyposażona w 14 stanowisk komputerowych, drukarkę i kserokopiarkę. Biblioteka Gdańskich Szkół Autonomicznych dysponuje bogatym zbiorem książek obrazkowych, literatury dziecięcej, młodzieżowej i dla dorosłych, książek popularnonaukowych, reportaży oraz literatury w języku angielskim. Łącznie liczy sobie około 20 tysięcy pozycji. Każdego miesiąca do biblioteki kupowane są nowości literackie. Biblioteka ze swoją bogatą ofertą wydarzeń jest kulturalnym centrum Gdańskich Szkół Autonomicznych.

### Sport[7]
Gdańskie Liceum Autonomiczne prowadzi męską drużynę koszykówki. W roku szkolnym 2019/2020 zdobyła ona Mistrzostwo Gdańska.

### Grupa artystyczna ,,Hades"[8]
Pracownia ,,Hades’’ to miejsce, w którym uczniowie Gdańskiego Liceum Autonomicznego rozwijają swoje artystyczne talenty. Chętni uczniowie studiują martwą naturę w różnych konfiguracjach oraz uczestniczą w studiach rysunkowych z modela. Pracownia jest profesjonalnie wyposażona, posiada również zaplecze, w którym można pozostawić swoje materiały do pracy twórczej. Adepci sztuki przygotowują się na wybrane przez siebie kierunki artystyczne, m.in. architekturę, grafikę, malarstwo, rzeźbę, konserwację zabytków. Grupa uczniów pracuje pod kierunkiem artysty malarza i pedagoga Anny Szpadzińskiej – Koss.

### Laboratorium biologiczno-chemiczne
W Gdańskim Liceum Autonomicznym znajduje się dobrze wyposażone laboratorium, w którym często odbywają się warsztaty laboratoryjne z biologii oraz chemii. Prowadzone są tam także zajęcia przygotowujące uczniów do Olimpiady Chemicznej.

### Obserwatorium[9]
W budynku Gdańskich Szkół Autonomicznych mieści się unikatowe w skali kraju obserwatorium astronomiczne. Główne wyposażenie obserwatorium stanowi teleskop – refraktor apochromatyczny TEC 160ED o średnicy obiektywu 160 mm i ogniskowej 1280 mm wyprodukowany przez amerykańską firmę Telescope Engineering Company.
Teleskop jest automatycznie prowadzony za ruchem gwiazd przez urządzenie o nazwie New Atlux produkcji japońskiej firmy Vixen. Wyposażenie uzupełnia kamera do wykonywania zdjęć. W niedługim czasie przybędzie jeszcze mniejszy teleskop słoneczny, który zostanie sprzężony z teleskopem głównym.
W sierpniu 2009 roku obserwatorium nadano imię profesora Roberta Głębockiego, który był specjalistą w dziedzinach astrofizyki i astronomii.

### Współpraca z uczelniami[10]
Od paru lat GLA współpracuje z gdańskimi uczelniami, do których należą:
- Gdański Uniwersytet Medyczny
- Politechnika Gdańska
  - Wydział Architektury
  - Wydział Elektroniki, Telekomunikacji i Informatyki
- Uniwersytet Gdański
  - Wydział Ekonomii
  - Wydział Filologii Polskiej
  - Wydział Historii
  - Wydział Prawa i Administracji
- Akademia Sztuk Pięknych w Gdańsku
  - Wydział Malarstwa
- Szkoła Wyższa Psychologii Społecznej
- Akademia Górniczo-Hutnicza
- Akademia Leona Koźmińskiego

W związku z tą współpracą uczniowie mają okazję uczestniczyć w wybranych zajęciach oraz wykładach prowadzonych na uczelniach.

## Osiągnięcia szkoły

### Rankingi
W ostatnich latach Gdańskie Liceum Autonomiczne w Rankingu Liceów „Rzeczpospolitej” i „Perspektyw” uzyskało następujące wyniki:
| Rok  | Miejsce w Polsce | Miejsce w województwie | Miejsce w Gdańsku |
| ---- | ---------------- | ---------------------- | ----------------- |
| 2011 | 29.              | 5.                     | 3.                |
| 2012 | 73.              | 5.                     | 3.                |
| 2013 | 77.              | 5.                     | 3.                |
| 2014 | 111.             | 5.                     | 3.                |
| 2015 | 47.              | 2.                     | 1.                |
| 2016 | 43.              | 3.                     | 1.                |
| 2017 | 55.              | 4.                     | 3.                |
| 2018 | 55.              | 4.                     | 2.                |
| 2019 | 46.              | 2.                     | 1.                |

W 2019 roku w rankingu maturalnym ,,Perspektyw" Gdańskie Liceum Autonomiczne zajęło 63. miejsce w Polsce, a w rankingu olimpijskim 28. miejsce.

## Znani absolwenci
- Krzysztof Bartoszek, profesor uniwersytecki
- Adam Bugajski, polityk, dyplomata
- Magdalena Chmielecka, śpiewaczka operowa
- Olga Barbara Długońska, aktorka teatralna
- Łukasz Grodzicki, żeglarz
- Katarzyna Michalska, aktorka teatralna